# Bahnhof Herlasgrün
Der Bahnhof Herlasgrün ist ein lokaler Bahnknotenpunkt im Pöhler Ortsteil Herlasgrün im Vogtland in Sachsen. Er liegt an der Bahnstrecke Leipzig–Hof, von der hier die Bahnstrecke Herlasgrün–Oelsnitz abzweigt.

## Geschichte
Eröffnet wurde die Station am 15. Juli 1851 zusammen mit Abschnitt Reichenbach–Plauen der Bahnstrecke Leipzig–Hof. Anfangs bestanden die Anlagen aus fünf Gleisen, dem Empfangsgebäude und den Güteranlagen mit Güterschuppen, Laderampe und Ladestraße. Mit dem Bau der Vogtländischen Staatseisenbahn (Herlasgrün–Eger) ab 1863 wurden die Anlagen nur um zwei Gleise erweitert, da Herlasgrün ein relativ unbedeutender Bahnhof bleiben sollte. Die Personenzüge Richtung Elster begannen und endeten nach der Eröffnung der Strecke Herlasgrün–Eger am 1. November 1865 in Reichenbach.

Bahnhof Herlasgrün um 1900

Erst mit dem Bau der 1874 eröffneten Verbindungsbahn Plauen–Oelsnitz wurde der Herlasgrüner Bahnhof wesentlich ausgebaut, da der Streckenabschnitt Oelsnitz–Eger zusammen mit der neuen Verbindungsbahn betrieben wurde. Auf dem übriggebliebenen Streckenstück Herlasgrün–Falkenstein verkehrten fortan separate Züge. Neben einem neuen Empfangsgebäude in Keillage, zahlreichen neuen Gleisen entstand hier eine kleine Lokstation. Das alte Empfangsgebäude wurde als Wohnhaus weitergenutzt. In den nachfolgenden Jahrzehnten wurde der Bahnhof noch mehrmals erweitert, bis in den 1890er Jahren ein größerer Bahnhofsumbau stattfand. Dabei wurde auch die heute noch vorhandene Verbindungskurve zwischen beiden Bahnstrecken errichtet. Diese Kurve wurde bis 1938 auch zum Wenden von langen Dampflokomotiven aus Reichenbach genutzt, da dort keine ausreichend große Drehscheibe vorhanden war.
1946 wurde das zweite Gleis der Strecke Leipzig–Hof als Reparation entfernt, das Verbindungsgleis wurde gekappt und zu einem Abstellgleis. 1978 wurde das zweite Gleis wieder aufgebaut. 
Bis 1989/90 wurden schon einzelne Gleise entfernt, ein großer Rückbau setzte erst Ende der 1990er Jahre ein. Einziger Neubau bildete ein Bahnsteig an der wieder beidseitig angeschlossenen Verbindungskurve (Gleis 4), der 2000 in Betrieb genommen wurde. Heute sind an der Strecke Leipzig–Hof nur noch drei Gleise vorhanden, davon zwei mit Bahnsteig. Der Bahnsteig 3, an der abzweigenden Strecke, wird planmäßig nicht mehr genutzt. Auch seine einstige Bedeutung als Schnellzughalt hat der Bahnhof mittlerweile verloren.

### Lokstation Herlasgrün
Die 1874 eingerichtete Lokstation Herlasgrün bestand aus einer 11,6-m-Drehscheibe, ein zweiständiges Heizhaus und ein Kohlenschuppen.
Die Lokstation wurde um 1900 mit dem Ausbau der Lokstation Falkenstein aufgelöst. Zuletzt waren vor allem Lokomotiven der Gattung H III hier stationiert. Der Lokschuppen wurde noch in den 1900er Jahren abgerissen, die Drehscheibe blieb bis Anfang der 1970er Jahre erhalten.